# مالکیت فکری در ایران
ایران از سال ۲۰۰۱ عضو سازمان جهانی مالکیت فکری است و تابحال تعدادی از پیمان‌های مربوط به مالکیت فکری را پذیرفته‌است.، ایران در سال ۱۹۵۹ به پیمان پاریس برای حمایت از مالکیت صنعتی پیوست، همچنین در سال ۲۰۰۳ به پیمان مادرید برای ثبت بین‌المللی علائم ملحق شد و در سال ۲۰۰۵ عضو توافقنامه لیسبون به منظور حمایت از نام منشاء و ثبت بین‌المللی آن شد که حفاظت از نام جغرافیایی مرتبط با محصولات را تضمین می‌کند.
ایران تاکنون کنوانسیون برن برای حمایت از آثار ادبی و هنری را امضا نکرده‌است و عضو هیچ یک از کنوانسیون‌های بین‌المللی مربوط به حق تکثیر نیست. در سازمان تجارت جهانی تنها ناظر است و به موافقتنامه تریپس هم نپیوسته‌است. 

## سازمان‌های دولتی مسئول مالکیت فکری در ایران
- وزارت فرهنگ و ارشاد اسلامی
- سازمان پژوهش‌های علمی و صنعتی ایران[۷] وابسته به وزارت علوم، تحقیقات و فناوری ایران.
- مرکز مالکیت معنوی که زیرمجموعه سازمان ثبت اسناد و املاک کشور وابسته به قوه قضائیه ایران است. این مرکز فعالیت خود را از سال ۱۳۰۴ در قالب اداره ثبت علائم تجاری وقت آغاز کرد و پس از الحاق به پیمان پاریس برای حمایت از مالکیت صنعتی در سال ۱۳۳۷ به اداره مالکیت صنعتی تغییر نام داد. از سال ۱۳۸۶ نیز تحت عنوان اداره کل مالکیت صنعتی به فعالیت خود ادامه داد. در سال ۱۳۹۲ نیز با تصویب چارت جدید سازمانی به مرکز مالکیت معنوی ارتقا یافت.

## مالکیت فکری در ایران

### قانون حمایت از مالکیت صنعتی، ۱۴۰۳
قانون حمایت از مالکیت صنعتی مصوب ۱۴۰۳/۳/۱ مجلس شورای اسلامی، جدیدترین و اصلی‌ترین منبع قانونی حقوق ایران در زمینه حمایت از مالکیت معنوی در زمینه اختراعات، طرح‌های صنعتی، اسرار تجاری و علائم و نام‌های تجاری است.
طبق ماده ۱۴۹ این قانون، «قانون ثبت اختراعات، طرح‌های صنعتی و علائم تجاری» مصوب ۱۳۸۶/۸/۷ به طور کامل نسخ صریح شده است.

### قانون حمایت حقوق مؤلفان و مصنفان و هنرمندان، ۱۳۴۸
قانون حمایت حقوق مؤلفان و مصنفان و هنرمندان بدنه اصلی قانون حق تکثیر در ایران است، این قانون با هدف حمایت از حقوق مادی و معنوی مولفین، مصنفان و هنرمندان به وجود آمده و شامل ۳۳ ماده و ۳ تبصره می‌باشد که پس از تصویب مجلس سنای ایران در تاریخ دوشنبه، ۳ آذر ۱۳۴۸ در جلسه روز پنجشنبه، ۱۱ دی ۱۳۴۸ به تصویب مجلس شورای ملی رسید. 
در تاریخ ۳۱ مرداد ۱۳۸۹ طرح اصلاح ماده ۱۲ این قانون به تصویب مجلس شورای اسلامی رسید و بعد از تأیید شورای نگهبان، به دولت ابلاغ شد. در این طرح، مدت حمایت آثار از ۳۰ سال به ۵۰ سال پس از مرگ پدیدآورنده افزایش یافت، بدین ترتیب قانون ایران در زمینه مدت حمایت حق تکثیر با ماده ۱۲ موافقتنامه تریپس هماهنگ شد، براساس این اصلاحیه، بعد از مرگ پدیدآورنده، اگر وارثی برای اثر وجود نداشته باشد یا حقوق آن بر اثر وصیت به کسی منتقل نشده‌باشد برای همان مدت به منظور استفاده عمومی در اختیار حاکم اسلامی (ولی فقیه) قرار می‌گیرد.
در سال ۱۳۸۹ پیش‌نویس لایحه جامع حمایت از حقوق مالکیت ادبی و هنری و حقوق مرتبط  از سوی وزارت فرهنگ و ارشاد اسلامی به دولت ایران تقدیم شد که در صورت تصویب جایگزین قوانین فعلی حق تکثیر ایران خواهد شد.

### قانون ترجمه و تکثیر کتب و نشریات و آثار صوتی، ۱۳۵۲
قانون ترجمه و تکثیر کتب و نشریات و آثار صوتی برای حمایت از آثاری که مشمول قانون حمایت حقوق مؤلفان و مصنفان و هنرمندان نیستند به وجود آمد و شامل ۱۲ ماده و یک تبصره پس از تصویب مجلس سنای ایران در تاریخ ۲۶ آذر ۱۳۵۲ در ۶ دی ۱۳۵۲ به تصویب مجلس شورای ملی رسید.

### قانون حمایت از حقوق پدیدآورندگان نرم‌افزارهای رایانه‌ای، ۱۳۷۹
قانون حمایت از حقوق پدیدآورندگان نرم‌افزارهای رایانه‌ای برای حمایت از حقوق مادی و معنوی پدیدآورندگان نرم‌افزارهای رایانه‌ای و آثاری که برای اولین‌بار در ایران به ثبت رسیده‌اند مشتمل بر ۱۷ ماده و یک تبصره در سال ۱۳۷۹ به تصویب مجلس شورای اسلامی رسید. آیین‌نامهٔ اجرایی این قانون در سال ۱۳۸۳ تصویب و در سال ۱۳۸۹ اصلاحیه‌ای به آن افزوده شد.

### قانون ثبت علائم و اختراعات، ۱۳۱۰
قانون ثبت علائم و اختراعات
قانون ثبت علائم و اختراعات مصوب ۱۳۱۰ و همه آیین‌نامه‌های مربوط به آن به موجب ماده ۶۶ قانون ثبت اختراعات، طرح‌هاي صنعتي و علائم تجاري مصوب ۱۳۸۶/۸/۷ مصوب كميسيون امور قضايي و حقوقي مجلس از آن تاریخ کلا نسخ صریح شده است.
قانون ثبت اختراعات، طرح‌هاي صنعتي و علائم تجاري مصوب ۱۳۸۶/۸/۷ نیز به موجب ماده ۱۴۹ قانون حمایت از مالکیت صنعتی مصوب ۱۴۰۳/۳/۱ مجلس شورای اسلامی، نسخ صریح شده است و از آن تاریخ قانون اخیر مجریٰ و معتبر است.

### قانون ثبت اختراعات، طرح‌های صنعتی و علائم تجاری، ۱۳۸۶
قانون ثبت اختراعات، طرح‌های صنعتی و علائم تجاری در جلسه ۷ آبان ۱۳۸۶ مجلس شورای اسلامی طبق اصل ۸۵
قانون اساسی جمهوری اسلامی ایران تصویب گردید و پس از موافقت مجلس با اجرا آزمایشی آن به مدت ۵ سال، در تاریخ ۲۳ بهمن ۱۳۸۶ به تأیید شورای نگهبان رسید.
قانون ثبت اختراعات، طرح‌های صنعتی و علائم تجاری مصوب ۱۳۸۶ به موجب ماده ۱۴۹ قانون حمایت از مالکیت صنعتی مصوب ۱۴۰۳/۳/۱ مجلس شورای اسلامی، به طور کامل نسخ صریح شده است و از آن تاریخ دیگر معتبر نیست.

### قانون تجارت الکترونیکی، ۱۳۸۲
در قانون تجارت الکترونیکی اشاره‌های به حقوق مالکیت فکری در حوزه مبادلات الکترونیکی شده‌است که در قوانین قبلی تعریف نشده بودند. مواد ۶۲ تا ۶۶ مشخص می‌کند که معاملات الکترونیکی نیز مشمول قوانین فعلی مالکیت فکری ایران می‌شود، مواد ۶۲ و ۶۳ مربوط به حفاظت حقوق مالکیت فکری پدیدآورنده‌است، مواد ۶۴ و ۶۵ به منظور حفاظت از اسرار تجاری و ماده ۶۶ به حمایت از علائم تجاری در حوزه مبادلات الکترونیکی اشاره دارد.

## قراردادهای بین‌المللی

### حفاظت آثار فرهنگی
ایران از سال ۱۹۵۹ عضو پیمان لاهه برای محافظت از آثار فرهنگی در زمان درگیری‌های مسلحانه است و در سال ۱۹۷۵ عضو پیمان ممنوعیت و جلوگیری از واردات، صادرات و انتقال مالکیت آثار فرهنگی شده‌است  و پیمان مربوط به حفاظت میراث فرهنگی و طبیعی جهانی را  پذیرفته‌است.

### پیمان پاریس برای حمایت از مالکیت صنعتی (پیمان پاریس)
ایران یکی از امضا کنندگان پیمان پاریس است، این پیمان ایران را ملزم می‌کند تا مالکیت صنعتی اتباع کشورهای عضو پیمان را همانند اتباع خود حفاظت کند.

### سازمان جهانی مالکیت فکری، ۲۰۰۲
ایران از سال ۲۰۰۲ عضو سازمان جهانی مالکیت فکری است و تاکنون به بسیاری از معاهده‌های این سازمان ملحق شده‌است، ولی معاهده حق تکثیر سازمان جهانی مالکیت فکری را امضا نکرده‌است.

### حق تکثیر آثار ایرانی در دیگر کشورها
آثار پدید آمده کنونی در ایران در ایالات متحده شامل حق تکثیر نمی‌شوند و به حوزهٔ عمومی تعلق دارند 